# Ordrup Strand
Ordrup Strand – miasto w Danii, w regionie Zelandia, w gminie Odsherred.